# Danielle Spera
Pour l’article homonyme, voir Spera.
Danielle Spera (née le 10 août 1957 à Vienne) est une journaliste et directrice de musée autrichienne.

## Biographie et carrière
Spera fréquente une école privée catholique. Ensuite elle étudie pendant deux semestres l’anglais et le français à l’université de Vienne, puis étudie le journalisme et de les sciences politiques.
En 1983 elle passe son doctorat dont le thème est « les campagnes électorales du parti social-démocrate durant l’entre-deux-guerres ». De 1990 à 2002 Daniella Spera est chargée de cours à l’institut de journalisme de l’université de Vienne.
Pendant ses études, Spera commence en 1978 à travailler à la radiodiffusion autrichienne. Après avoir passé deux ans à la rédaction étrangère de l’émission Zeit im Bild 2, elle intègre l’émission Wochenschau. En 1983, elle revient à la rédaction éditoriale.
En tant que journaliste, Spera voyagea en Amérique Centrale, en Grèce et à Chypre. Elle devient en 1987 la correspondante de l’ORF aux États-Unis.
En 1988, elle revint au siège d’ORF à Vienne et commence à présenter Zeit im Bild 1. Elle reste à ce poste jusqu’en juin 2010. Ses partenaires dans l’émission étaient Horst Friedrich Mayer, Josef Broukal, Martin Draxl et à la fin, Tarek Leitner. Danielle Spera présente également le magazine hebdomadaire Brennpunkt et remplace occasionnellement ses collègues de Zeit im Bild 2. Jusqu’en décembre 2009 elle fait partie du conseil de rédaction d’ORF, sous la direction de Dieter Bornemann.
Depuis 2000 elle écrit pour le magazine culturel juif Nu, dont elle est aussi cofondatrice.
Depuis l’automne 2006 Danielle Spera mène des discussions mensuelles avec des artistes connus au théâtre Walfischgasse de Vienne. En octobre 2006, elle apparait dans Literatur im Nebel avec Salman Rushdie. En outre elle fait des lectures des livres d’enfants de Mira Lobe.
Après un appel à candidature de la direction du Musée juif de Vienne en automne 2009, on apprend le 29 novembre 2009 que Danielle Spera va prendre la direction du musée à partir de juillet 2010. Elle a été choisie parmi quatorze candidats.
Ses premiers projets, début 2011, concernent l’assainissement technique du musée et l’établissement d’une exposition permanente. Des hologrammes qui projetaient des photos et objets tridimensionnels ont été enlevés ou détruits pendant les travaux. Une collaboratrice a pris des photos des dégâts et les a envoyées par e-mail. Ces photos ont été finalement publiées dans le blog d’un muséologue de Graz.
Spera est mariée depuis 1994 avec le psychanalyste Martin Engelberg et elle a trois enfants.

## Distinctions
En 1992 et en 2007 elle remporte le Romy (prix de télévision autrichienne) de la meilleure animatrice.